# Meinhard Nehmer
Meinhard Nehmer, né le 13 janvier 1941 à Bobolin, est un bobeur est-allemand notamment trois fois champion olympique en 1976 et 1980.

## Biographie
Meinhard Nehmer commence sa carrière sportive en athlétisme, sport dans lequel il pratique le lancer du poids, du disque et du javelot. Il est notamment médaillé de bronze en lancer du javelot aux championnats d'Allemagne de l'Est en 1971.
Nehmer se tourne ensuite vers le bobsleigh où il occupe le poste de pilote. Aux Jeux olympiques d'hiver de 1976, organisés à Innsbruck en Autriche, il est double champion olympique : en bob à deux avec Bernhard Germeshausen et en bob à quatre avec Jochen Babock, Bernhard Germeshausen et Bernhard Lehmann. Aux Jeux d'hiver de 1980, à Lake Placid aux États-Unis, il est à nouveau sacré champion olympique de bob à quatre, avec Bogdan Musiol, Bernhard Germeshausen et Hans-Jürgen Gerhardt, et il est médaillé de bronze en bob à deux avec Bogdan Musiol. Avec trois médailles d'or, Nehmer et Germeshausen sont les bobeurs les plus titrés de l'histoire aux Jeux olympiques,. Pendant sa carrière, Nehmer gagne également quatre médailles aux championnats du monde : l'or en 1977 en bob à quatre, l'argent en bob à deux en 1978 et en bob à quatre en 1979 et le bronze en bob à quatre en 1978.
Officier pour l'Allemagne de l'Est jusqu'à la réunification de 1990, il est ensuite entraîneur pour l'équipe américaine de bobsleigh dans les années 1990 puis pour l'Italie et enfin pour l'Allemagne jusqu'en 2006.

## Palmarès

### Jeux Olympiques
- : médaillé d'or en bob à 2 aux JO 1976.
- : médaillé d'or en bob à 4 aux JO 1976.
- : médaillé d'or en bob à 4 aux JO 1980.
- : médaillé de bronze en bob à 2 aux JO 1980.

### Championnats monde
- : médaillé d'or en bob à 4 aux championnats monde de 1977.
- : médaillé d'argent en bob à 2 aux championnats monde de 1978.
- : médaillé d'argent en bob à 4 aux championnats monde de 1979.
- : médaillé de bronze en bob à 4 aux championnats monde de 1978.